# Règle de Zaïtsev
La règle de Zaïtsev (ou règle de Saytzeff ou Saytzev) est une règle empirique pour prédire le ou les alcènes produits majoritairement dans une réaction d'élimination. Elle est nommée d'après le chimiste russe Alexandre Zaïtsev, professeur à l'université de Kazan, qui étudia diverses réactions d’élimination et observa une tendance générale dans les alcènes obtenus. À partir de cette tendance, Zaïtsev déduisit que « l'alcène formé en plus grande quantité est celui qui correspond à l'élimination d'un atome d'hydrogène porté par l'atome de carbone ayant le moins d'atomes d'hydrogène ». Par exemple, lorsque le 2-iodobutane est traité avec de l'hydroxyde de potassium alcoolique (KOH), le but-2-ène est le produit majoritaire et le but-1-ène est le produit minoritaire.

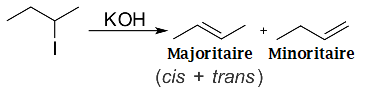
La réaction d'élimination sur le 2-iodobutane mène majoritairement au but-2-ène.

Plus généralement, la règle de Zaïtsev prédit que dans une réaction d'élimination, le produit le plus substitué sera le plus stable, et donc le plus favorisé. La règle ne fait aucune généralisation sur la stéréochimie de l'alcène nouvellement formé, mais uniquement sur la régiosélectivité de la réaction d'élimination. Bien qu'elle soit efficace pour prédire le produit préférentiel de nombreuses réactions d'élimination, la règle de Zaïtsev est sujette à de nombreuses exceptions.

## Histoire

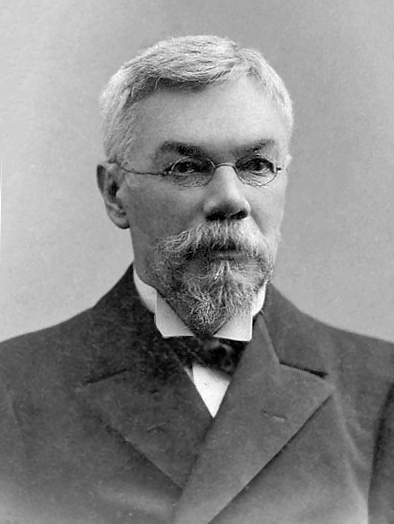
Alexandre Mikhaïlovitch Zaïtsev.

Alexandre Zaïtsev publie pour la première fois ses observations concernant les produits de réactions d'élimination dans les Justus Liebigs Annalen der Chemie en 1875,. Bien que le document incorpore les résultats de recherches primaires effectuées par les étudiants de Zaïtsev, il repose en grande partie sur l'analyse documentaire de travaux publiés auparavant. Zaïtsev y propose une règle purement empirique pour prédire la régiosélectivité privilégiée dans la déshydrohalogénation des composés iodés, même s'il s'avère que cette règle est également applicable à d'autres réactions d'élimination. Bien que le document de Zaïtsev ait été bien référencé tout au long du XXe siècle, ce n’est que dans les années 1960 que l'appellation « règle de Zaïtsev » se généralise dans les manuels de chimie.
Zaïtsev n'est pas le premier chimiste à publier cette règle : Alexandre Nikolaïevitch Popov avait déjà publié une règle empirique similaire en 1872 et avait présenté ses conclusions à l'université de Kazan en 1873. Zaïtsev avait cité l'article de Popov dans des travaux antérieurs et enseignait à l'université de Kazan : il était donc probablement au courant du projet de règle de son confrère. Malgré cela, la publication de Zaïtsev dans les Liebigs Annalen de 1875 ne fait aucune mention du travail de Popov,.
Toute discussion sur la règle de Zaïtsev serait incomplète sans mention de Vladimir Markovnikov. Zaïtsev et Markovnikov, tous deux anciens étudiants d'Alexandre Boutlerov, avaient enseigné à l'université de Kazan à la même période et étaient des rivaux acharnés. Markovnikov, qui avait publié en 1870 le principe aujourd'hui connu sous le nom de règle de Markovnikov, était en désaccord avec Zaïtsev sur la question des réactions d’élimination : le premier pensait que l’alcène le moins substitué était favorisé, alors que le second estimait que le produit principal devait être l'alcène le plus substitué. Le souhait de contredire son rival pourrait avoir été l'une des principales motivations des recherches de Zaïtsev sur les réactions d'élimination : Zaïtsev publie d'ailleurs sa règle juste après la parution dans les Comptes Rendus d'un article de Markovnikov, premier d'une série en trois parties, détaillant sa règle concernant les réactions d'addition.

## Considérations thermodynamiques
L'hydrogénation des alcènes produisant des alcanes est exothermique. La quantité d'énergie libérée lors d'une réaction d'hydrogénation, appelée chaleur d'hydrogénation, est inversement liée à la stabilité de l'alcène de départ : plus l'alcène est stable, moins sa chaleur d'hydrogénation est élevée. L'examen des chaleurs d'hydrogénation pour différents alcènes révèle que la stabilité augmente avec le degré de substitution.
| Nom du composé        | Structure                       | Chaleur molaire d'hydrogénation | Chaleur molaire d'hydrogénation | Degré de substitution |
| Nom du composé        | Structure                       | en kJ/mol                       | en kcal/mol                     | Degré de substitution |
| --------------------- | ------------------------------- | ------------------------------- | ------------------------------- | --------------------- |
| Éthylène              | {\displaystyle {\ce {H2C=CH2}}} | 137                             | 32,8                            | Non substitué         |
| but-1-ène             |                                 | 127                             | 30,3                            | Monosubstitué         |
| E-but-2-ène           |                                 | 116                             | 27,6                            | Disubstitué           |
| 2-méthylbut-2-ène     |                                 | 113                             | 26,9                            | Trisubstitué          |
| 2,3-diméthylbut-2-ène |                                 | 111                             | 26,6                            | Tétrasubstitué        |

L'augmentation de la stabilité en fonction du degré de substitution résulte de plusieurs facteurs. Les groupes alkyles sont donneurs d'électrons et augmentent la densité électronique sur la liaison π de l'alcène. En outre, les groupes alkyle, associés à un important encombrement stérique, sont plus stables lorsqu'ils sont éloignés les uns des autres. Dans un alcane, la séparation maximale est celle de l’angle de liaison tétraédrique, 109,5°. Dans un alcène, l'angle de la liaison augmente jusqu'à environ 120°. Par conséquent, la séparation entre les groupes alkyles est la plus grande dans l’alcène le plus substitué.
L'hyperconjugaison, qui décrit l'interaction stabilisatrice entre la plus haute orbitale moléculaire occupée (HOMO) du groupe alkyle et la plus basse vacante (LUMO) de la double liaison, contribue également à expliquer l'influence des substitutions alkyle sur la stabilité des alcènes. En ce qui concerne l'hybridation orbitale, une liaison entre un carbone sp2 et un carbone sp3 est plus forte qu'une liaison entre deux carbones sp3 hybridés. Les calculs révèlent un effet dominant d'hyperconjugaison stabilisant de 6 kcal mol−1 par groupe alkyle.

### Effets stériques
Dans les réactions d'élimination E2 , une base extrait un proton en bêta d'un groupe partant, tel qu'un halogénure. L'élimination du proton et la perte du groupe partant se produisent en une seule étape concertée pour former une nouvelle double liaison. Lorsqu'une petite base non encombrée, telle que l'hydroxyde de sodium, le méthanolate de sodium ou l'éthanolate de sodium, est utilisée pour une élimination E2, le produit Zaïtsev est généralement préféré à l'alcène le moins substitué, appelé produit Hofmann. Par exemple, le traitement du 2-bromo-2-méthylbutane avec de l'éthanolate de sodium dans de l'éthanol donne le produit Zaïtsev avec une sélectivité modérée.

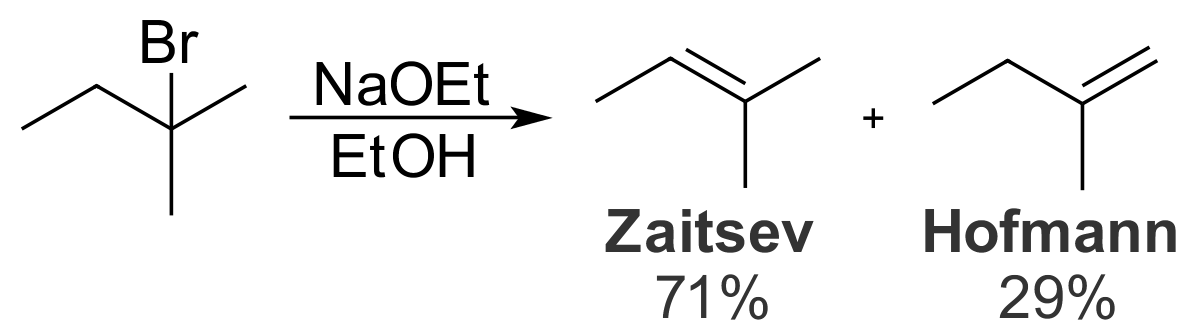
Le traitement du 2-bromo-2-méthylbutane avec une petite base, telle que l'éthylate de sodium, donne le produit Zaïtsev.

En raison des interactions stériques, une base volumineuse — telle que le tert-butanolate de potassium, la triéthylamine ou la 2,6-diméthylpyridine — ne peut pas facilement enlever le proton qui conduirait au produit de Zaïtsev. Dans ces situations, un proton moins stériquement encombré est préférentiellement extrait. En conséquence, le produit Hofmann est généralement privilégié lors de l’utilisation d'une base volumineuse. Ainsi, lorsque le 2-bromo-2-méthylbutane est traité avec du tert-butanolate de potassium à la place de l'éthanolate de sodium, le produit Hofmann est privilégié.

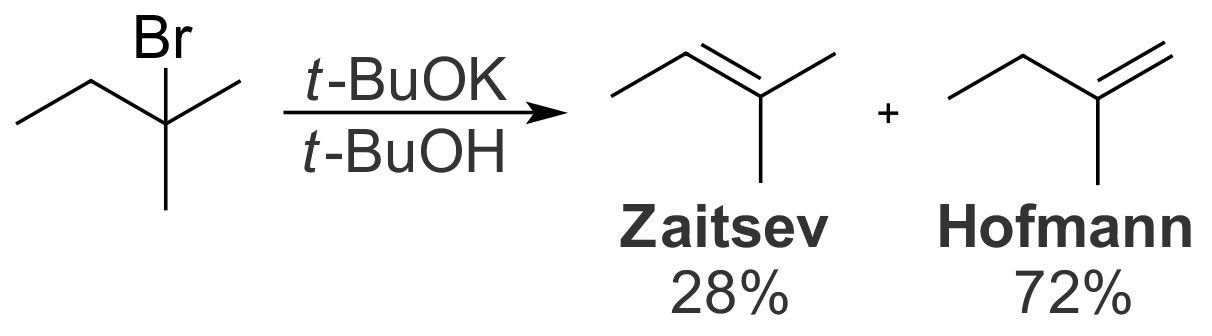
Le traitement du 2-bromo-2-méthylbutane avec une base volumineuse, telle que le tert-butanolate de potassium, donne le produit Hofmann.

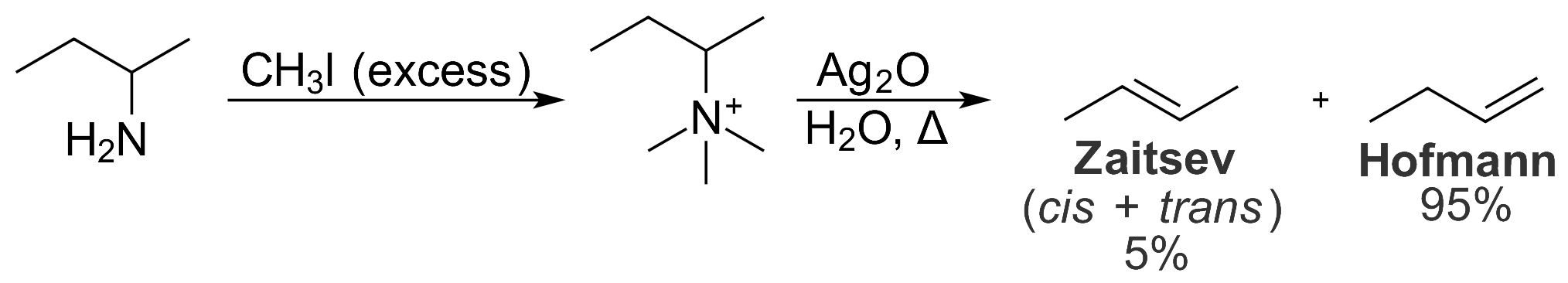
Un exemple de la réaction d’élimination de Hofmann.

Les interactions stériques au sein du substrat peuvent également empêcher la formation du produit Zaïtsev. Ces interactions intramoléculaires sont pertinentes pour la distribution des produits dans la réaction d’élimination de Hofmann, qui convertit les amines en alcènes. Dans l'élimination de Hofmann, le traitement d'un sel d'iodure d'ammonium quaternaire avec de l'oxyde d'argent produit un ion hydroxyde, qui agit comme base et élimine l'amine tertiaire pour donner un alcène.
Dans l'élimination de Hofmann, l'alcène le moins substitué est généralement préféré en raison des interactions stériques intramoléculaires. Le groupe ammonium quaternaire est à l'origine d'un fort encombrement stérique, et les interactions avec les groupes alkyle sur le reste de la molécule ne sont pas favorisées. De ce fait, la conformation nécessaire à la formation du produit Zaïtsev est moins favorable sur le plan énergétique que celle requise pour la formation du produit Hofmann : c'est donc ce dernier qui est formé préférentiellement. La réaction de Cope est en principe très similaire à l'élimination de Hofmann, mais elle se produit dans des conditions moins sévères. Elle favorise également la formation du produit Hofmann pour les mêmes raisons.

### Stéréochimie
Dans certains cas, la stéréochimie du produit de départ peut empêcher la formation du produit de Zaïtsev. Par exemple, lorsque le chlorure de menthyle est traité avec de l'éthanolate de sodium, le produit Hofmann est formé exclusivement, mais avec un très faible rendement :

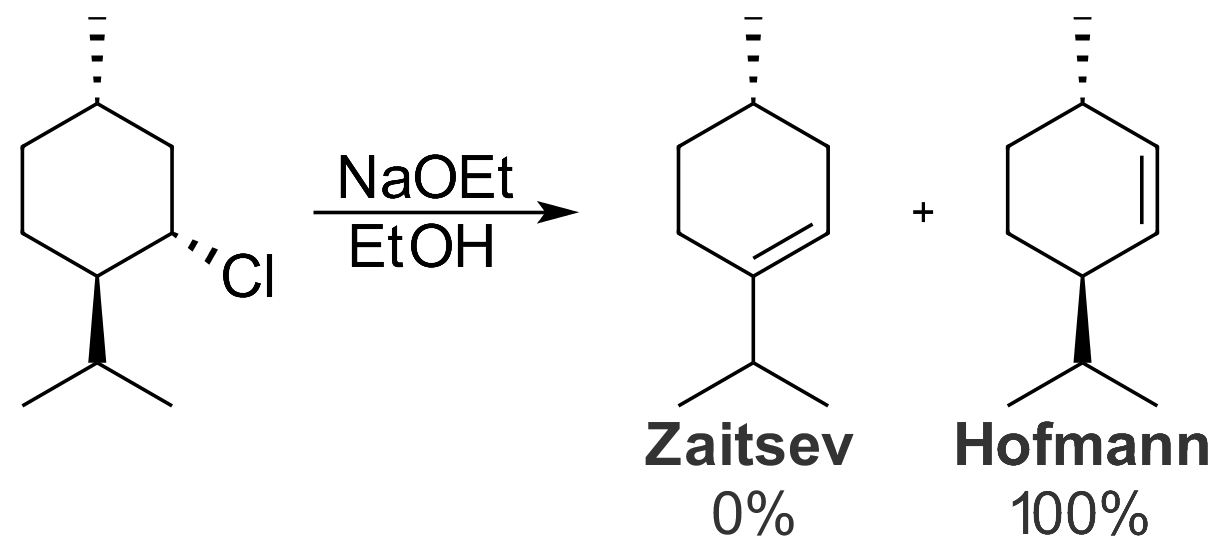
Traiter le chlorure de menthyle avec une base ne donne que le produit Hofmann.

Ce résultat est dû à la stéréochimie du matériau de départ. Les éliminations E2 nécessitent une géométrie anti-périplanaire , dans laquelle le proton et le groupe partant sont situés sur les côtés opposés de la liaison CC, mais dans le même plan. Lorsque le chlorure de menthyle est représenté dans la conformation chaise, il est facile d'expliquer la distribution inhabituelle du produit.

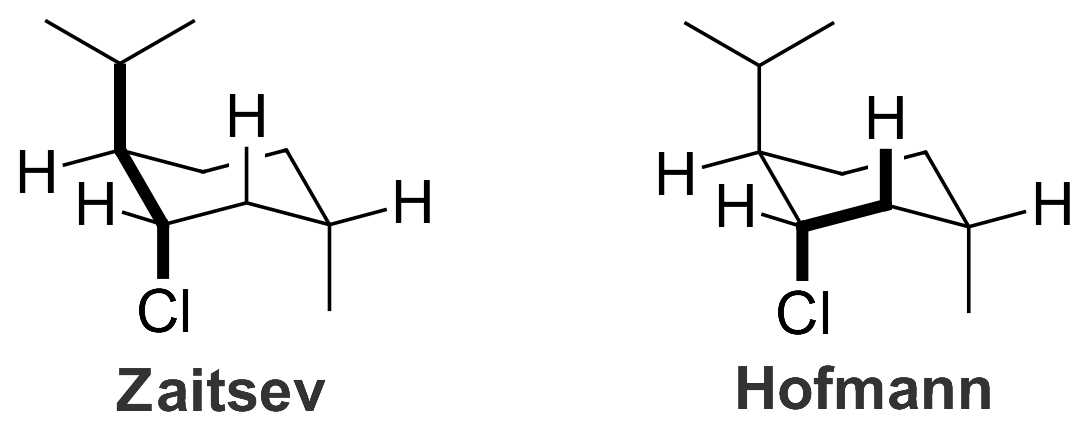
Le produit Hofmann est exclusivement formé car la géométrie anti-périplanaire nécessaire au produit Zaïtsev est impossible.

La formation du produit Zaïtsev nécessite une élimination en position 2, mais c'est le groupe isopropyle — et non le proton — qui est anti-périplanaire du groupe chlorure partant ; cela rend impossible l'élimination en position 2. Pour que le produit Hofmann se forme, l'élimination doit avoir lieu à la position 6. Comme le proton à cette position a la bonne orientation par rapport au groupe partant, une élimination peut se produire et se produit effectivement. Par conséquent, cette réaction particulière ne produit que le produit Hofmann.